# Serie A 1970-1971 (pallacanestro maschile)
Il campionato di Serie A di pallacanestro maschile 1970-1971 è stato il quarantanovesimo organizzato in Italia.
La formula rimane invariata: le 12 squadre si affrontano in partite di andata e ritorno, lo scudetto viene assegnato alla prima in classifica e le ultime due retrocedono in Serie B; si rendono necessari gli spareggi per decidere sia lo scudetto che le due retrocessioni. L'Ignis Varese vince il suo terzo scudetto consecutivo e quinto in totale battendo la Simmenthal Milano nello spareggio di Roma.

## Classifica
|  |     | Classifica finale 1970-1971 | Pt | G  | V  | P  | PtF  | PtS  |
|  | --- | --------------------------- | -- | -- | -- | -- | ---- | ---- |
|  | 1.  | Ignis Varese                | 42 | 22 | 21 | 1  | 1805 | 1380 |
|  | 2.  | Simmenthal Milano           | 42 | 22 | 21 | 1  | 1845 | 1565 |
|  | 3.  | Forst Cantù                 | 32 | 22 | 16 | 6  | 1768 | 1639 |
|  | 4.  | All'Onestà Milano           | 24 | 22 | 12 | 10 | 1665 | 1590 |
|  | 5.  | Splügen Venezia             | 22 | 22 | 11 | 11 | 1674 | 1622 |
|  | 6.  | Fides Napoli                | 20 | 22 | 10 | 12 | 1579 | 1580 |
|  | 7.  | Tropicali Pesaro            | 18 | 22 | 9  | 13 | 1549 | 1607 |
|  | 8.  | Snaidero Udine              | 18 | 22 | 9  | 13 | 1655 | 1831 |
|  | 9.  | Eldorado Bologna            | 16 | 22 | 8  | 14 | 1598 | 1669 |
|  | 10. | Norda Bologna               | 10 | 22 | 5  | 17 | 1425 | 1660 |
|  | 11. | Cecchi Biella               | 10 | 22 | 5  | 17 | 1544 | 1742 |
|  | 12. | Libertas Livorno            | 10 | 22 | 5  | 17 | 1339 | 1562 |

## Spareggi

### Spareggio scudetto
| Roma 3 aprile 1971 | Ignis Varese | 65 – 57 | Simmenthal Milano | Palazzo dello Sport (16.000 spett.) |

### Spareggi salvezza
| Risultati        | NOR   | CEC   | LIB   |
| ---------------- | ----- | ----- | ----- |
| Norda Bologna    |       | 68-49 | 44-49 |
| Cecchi Biella    | 49-68 |       | 67-58 |
| Libertas Livorno | 49-44 | 58-67 |       |

- Libertas Livorno e Cecchi Biella retrocesse in Serie B per peggiore differenza canestri.

## Verdetti
- Campione d'Italia:  Pallacanestro Ignis Varese

Formazione: Ivan Bisson, Antonio Bulgheroni, D'Amico, Ottorino Flaborea, Dino Meneghin, Aldo Ossola, Paolo Polzot, Manuel Raga, Edoardo Rusconi, Paolo Vittori. Allenatore: Aza Nikolić.
- Retrocessioni in Serie B: Cecchi Biella (rinuncerà ad iscriversi al campionato di Serie B 1971-72) e Libertas Livorno.